# Трифон Трифонов (ВДРО)
Вижте пояснителната страница за други личности с името Трифон Трифонов.
Трифон Киров Трифонов е български революционер, деен участник в борбата за освобождението на Добруджа.

## Семейство
Трифон Трифонов е роден на 25 април 1899 г. в Тутракан. Произхожда от българско семейство с източно-православни родители. През 1913 г. като ученик във 2 прогимназиален клас е бит и малтретиран заради патриотичните си виждания. През 1916 г. е бил интерниран във вътрешността на Румъния като опасен за държавата. Избягва от лагера и се връща в гр. Силистра, вече освободен от българите. След повторното окупиране на Добруджа от румънците, е призован на военна служба и бяга в България. Има син Иван роден през 1932 г.

## Дейност
Свързва се с други емигранти от дружество „Добруджа“ в Русе и след това влиза с чета в Добруджа до 1923 г. След създаване на ВДРО, като деен и редовен член, където участва от 1923 г. до 1940 г.в различни акции с оръжие в ръка. Бил е знаменосец на дружество „Добруджа“ 20 години. Сражава се с румънски въоръжени банди, с жандармерия и с редовни войски.
За заслуги към Родината е предложен за връчване на орден.